# Cubatão
Cubatão je město a municipalita v brazilském státě São Paulo.

## Geografie

### Poloha
Cubatão se rozléhá v jihovýchodním regionu Brazílie, ve spolkovém státě São Paulo. Je součástí metropolitního regionu Baixady Santista, přičemž jde o jedinou municipalitu regionu, která se nachází ve vnitrozemí. Hraničí s municipalitami São Bernardo do Campo, Santo André, Santos a São Vicente.

### Reliéf
Municipalitou prochází pohoří Serra do Mar, které zde dosahuje výšky až 700 metrů.

### Podnebí
Cubatão se podle Köppenovy klasifikace podnebí nachází ve vlhkém subtropickém podnebí. Díky blízkosti k Atlantskému oceánu jsou zde celoroční teploty stálé.

| Meteorologická stanice Cubatão-Centro – podnebí | Meteorologická stanice Cubatão-Centro – podnebí | Meteorologická stanice Cubatão-Centro – podnebí | Meteorologická stanice Cubatão-Centro – podnebí | Meteorologická stanice Cubatão-Centro – podnebí | Meteorologická stanice Cubatão-Centro – podnebí | Meteorologická stanice Cubatão-Centro – podnebí | Meteorologická stanice Cubatão-Centro – podnebí | Meteorologická stanice Cubatão-Centro – podnebí | Meteorologická stanice Cubatão-Centro – podnebí | Meteorologická stanice Cubatão-Centro – podnebí | Meteorologická stanice Cubatão-Centro – podnebí | Meteorologická stanice Cubatão-Centro – podnebí | Meteorologická stanice Cubatão-Centro – podnebí |
| Období                                          | leden                                           | únor                                            | březen                                          | duben                                           | květen                                          | červen                                          | červenec                                        | srpen                                           | září                                            | říjen                                           | listopad                                        | prosinec                                        | rok                                             |
| ----------------------------------------------- | ----------------------------------------------- | ----------------------------------------------- | ----------------------------------------------- | ----------------------------------------------- | ----------------------------------------------- | ----------------------------------------------- | ----------------------------------------------- | ----------------------------------------------- | ----------------------------------------------- | ----------------------------------------------- | ----------------------------------------------- | ----------------------------------------------- | ----------------------------------------------- |
| Průměrná teplota [°C]                           | 25,8                                            | 26,3                                            | 26,1                                            | 24,7                                            | 22,4                                            | 22,1                                            | 21,2                                            | 22,0                                            | 21,7                                            | 23,0                                            | 23,9                                            | 24,9                                            | 23,6                                            |
| Relativní vlhkost [%]                           | 83,6                                            | 83,4                                            | 84,1                                            | 85,2                                            | 82,1                                            | 80,6                                            | 78,6                                            | 80,6                                            | 83,5                                            | 86,7                                            | 82,3                                            | 81,3                                            | 82,7                                            |
| Zdroj:                                          |                                                 |                                                 |                                                 |                                                 |                                                 |                                                 |                                                 |                                                 |                                                 |                                                 |                                                 |                                                 |                                                 |

### Vodstvo
Cubatãem protéká vysoké množství řek. Ty mají vzhledem k blízkosti k pohoří Serra do Mar spíše prudký tok. Protože mezi pobřežím a pohořím není téměř žádný svah, sedimentace je velmi silná, což dává vzniknout meandrům a mangrovům.
Municipalitou protékají následující řeky:
- Cascalho
- Casqueiro
- Cubatão
- Mãe Maria
- Mogi
- Mourão
- Perdido
- Perequê
- Pequeno
- Piaçaguera
- Rio da Onça
- Rio dos Queirozes
- Paranhos
- Santana
- Terceira Máquina
- Vapevu

Podél hranic municipality ještě protékají řeky Passareúva, Curtume da Tapera a Bugres.

## Obyvatelstvo
Podle sčítání lidu v roce 2022 žilo v Cubatão 112 476 obyvatel, což z něj činilo 73. největší municipalitu ve státě São Paulo a 277. největší v celé Brazílii.
|      | Obyvatel | Ref    |
| ---- | -------- | ------ |
| 2022 | 112 476  | [ 5 ]  |
| 2010 | 118 720  | [ 6 ]  |
| 2000 | 107 904  | [ 7 ]  |
| 1991 | 88 731   | [ 8 ]  |
| 1980 | 78 652   | [ 9 ]  |
| 1970 | 51 155   | [ 10 ] |
| 1960 | 25 166   | [ 10 ] |
| 1950 | 12 079   | [ 11 ] |